# Pompeyo Audivert (grabador)
Pompeyo Audivert (Estartit, 27 de octubre de 1900-Buenos Aires, 14 de enero de 1977) fue un grabador e ilustrador argentino de origen catalán.

## Biografía
Nació en Estartit, pueblo del municipio de Torroella de Montgrí, Cataluña (España); en 1910, con su familia, emigró a la Argentina, donde comenzó a trabajar desde muy joven en el taller de un grabador catalán, Joaquín Algueró. Trabajó con todas las técnicas: grabado a buril, a media tinta, aguafuerte, xilografía, monotipo, etcétera. Junto a Manuel Colmeiro, Demetrio Urruchúa y José Planas Casas conformaron un grupo de trabajo y más tarde, con este último, un taller de grabado comercial.
Obtuvo la nacionalidad argentina en 1927. Dos años más tarde, Alfredo Guttero se encargó de organizar su primera exposición en la asociación Amigos del Arte de Buenos Aires. A partir de 1942 visitó Chile, Perú, Colombia, Nicaragua y finalmente México, donde permaneció hasta 1944. Luego se radicó en París hasta su regreso a la Argentina en 1950.
Realizó exposiciones individuales en Buenos Aires en la asociación Amigos del Arte, la Sala V de la galería Van Riel, el salón Fundación Lorenzutti y la galería Müller; en La Plata, en la Asociación del Arte y el Museo de Bellas Artes; en Rosario, en la Comisión Municipal de Bellas Artes; en Mendoza, en la Academia de Bellas Artes y la Municipalidad de San Rafael; en Tucumán, en el Departamento de Arte y el Museo Provincial de Bellas Artes. También expuso en Chile (Santiago, Valparaíso, Concepción y Chillán), Perú, México (Ciudad de México), Cuba y Bélgica.
Colaboró en medios gráficos de ideología anarquista o de izquierda como la Revista de Oriente, Unidad. Por la defensa de la cultura, Nervio, y Poesía —revista internacional de poesía—.
Su hijo —y alumno— fue el artista Eduardo Audivert (1931-1998), pintor, grabador y profesor, que fuera rector de la Escuela Superior de Bellas Artes de la Nación Ernesto de la Cárcova; y su nieto es el dramaturgo Pompeyo Audivert. Fueron sus alumnos Pedro Molina (1934-2015) y Carlos Demestre (1941-1997), entre otros.

## Obras y publicaciones

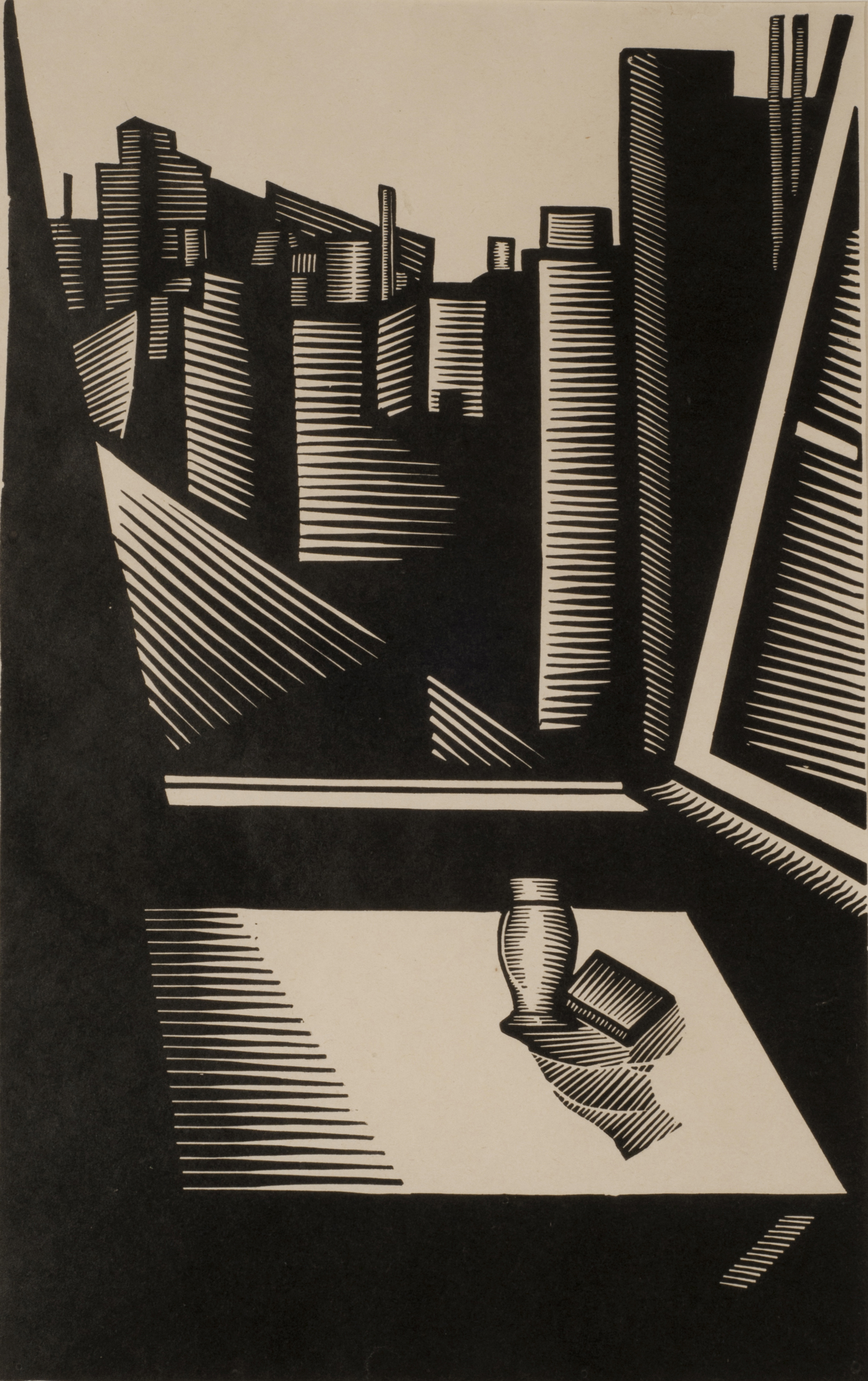
Ciudad (1929), xilografía.

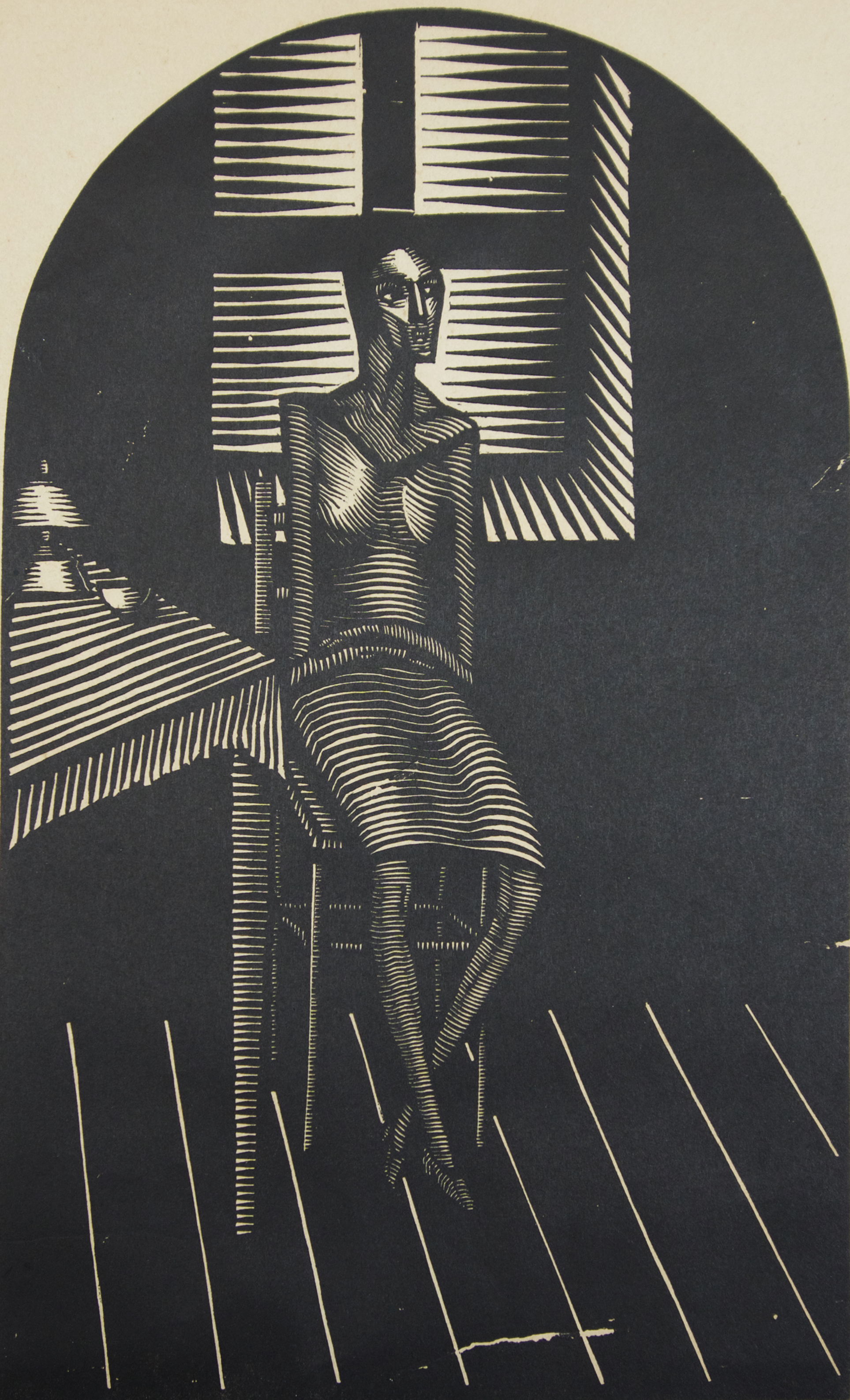
Interior (1929), xilografía.

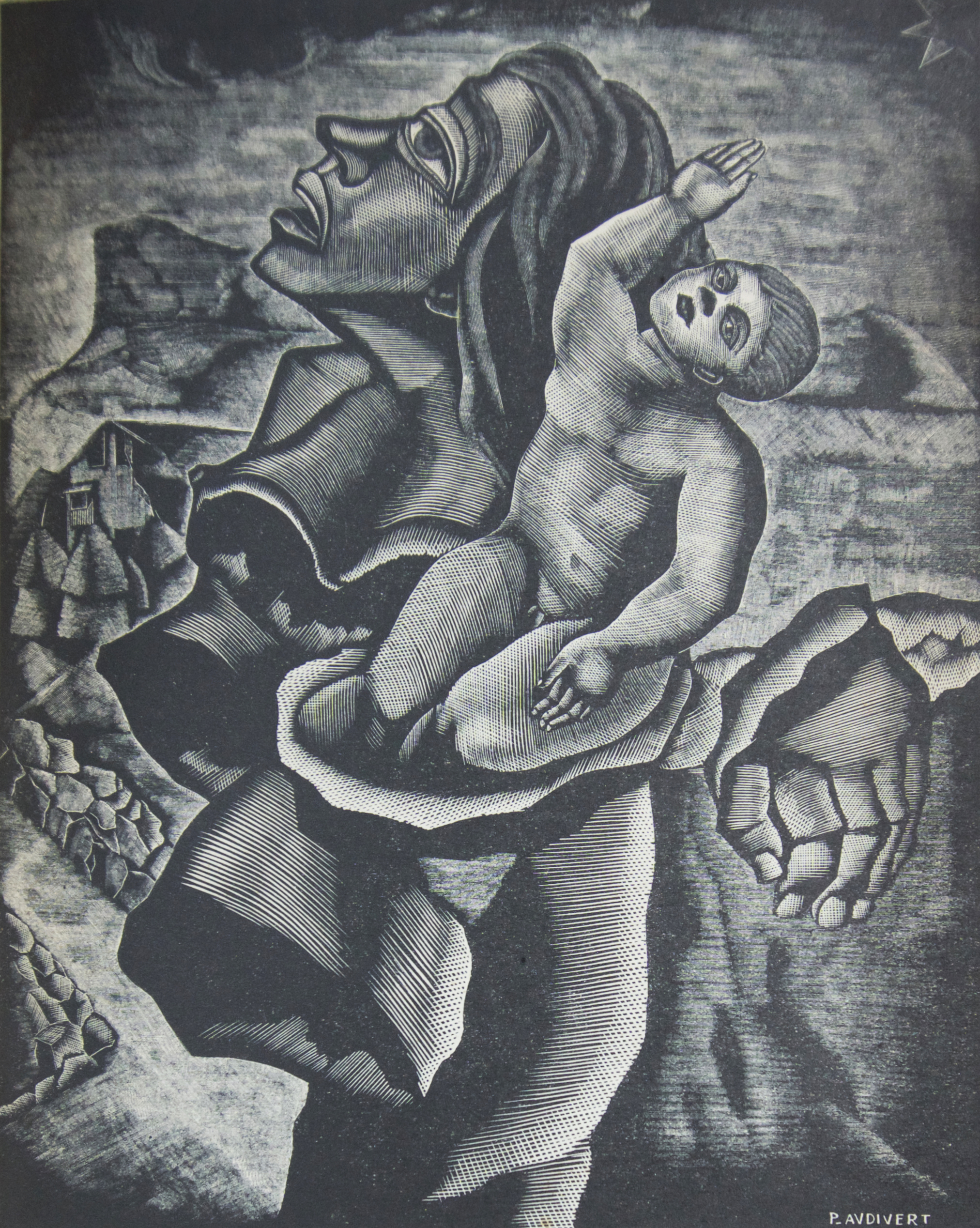
L'arbre sagrat (1938), zincografía.

- 1926. Ilustración del primer libro del poeta Jacobo Fijman, Molino rojo.
- 1929. Ciudad, xilografía de 50 x 30 cm. Colección Museo Nacional de Bellas Artes.[9]
- 1929. Interior, xilografía.
- 1929. Vía crucis, linografía de 40 x 30 cm. Colección Museo de Arte Moderno de Buenos Aires.[10]
- 1936. Trasplante. Colección Museo del Dibujo y la Ilustración.[11]
- 1938. L'arbre sagrat, zincografía.
- 1942. Carpeta Diez grabados, Buenos Aires.
- 1946. Gravat Catala, al Boix. Amb Seixanta Reproduccions, Quatre Gravats Originals I Una Auca D’arts I Oficis, México, editor Bartolomeu Costa-Amic.[12]
- 1947. Técnica del grabado a buril (publicación), México.
- 1959. Libertad, xilografía de 30 x 20 cm.
- 1962. Carpeta Seis grabados sobre un mismo tema.
- 1967. Folleto Ubicación surrealista, texto y grabados.
- 1976. Carpeta Vía crucis con trece xilografías y texto de Eduardo González Lanuza.

## Premios
- 1929. Salón Nacional de Artes Plásticas, premio estímulo.
- 1934. Salón Nacional, premio al mejor grabado.
- 1934. Salón Provincial de Santa Fe, primer premio.
- 1942. Salón Nacional, premio al mejor grabado.
- 1942. Salón de Acuarelistas y Grabadores de Buenos Aires, premio al grabado.
- 1942. Salón de Grabadores de Buenos Aires, premio al grabado.
- 1942. Salón de la Ciudad de Buenos Aires.
- 1959. Exposición Internacional de Bruselas, medalla de bronce.
- 1962. Asociación de Críticos de Arte de Buenos Aires, premio a la mejor exposición del año.[2]
- 1967. Academia Nacional de Bellas Artes, Gran Premio «Guillermo Facio Hebequer».[2]